# Gianni Pilo
Gianni Pilo (Tripoli, 10 agosto 1939) è un traduttore, curatore editoriale e scrittore italiano noto in particolare nel campo del fantastico e della fantascienza.

## Biografia
Di personalità estremamente poliedrica, laureato in giurisprudenza, vive e lavora a Roma. Gli è stato attribuito il Premio World Science Fiction per l'opera Il catalogo generale della fantascienza (due grandi tomi di oltre mille pagine), l'Eurocon (convention europea della fantascienza e del fantastico), il Sidera, il Planeta e numerosi Premio Italia per la narrativa, la saggistica e le traduzioni.
È stato per parecchi anni direttore generale della casa editrice Fanucci, ha curato la sezione del fantastico per il gruppo Rizzoli, e, oltre a dirigere la divisione del fantastico della Newton & Compton, collabora a diverse testate giornalistiche e televisive.
Tra le molte opere uscite a suo nome, due edizioni diverse dell'opera omnia di Lovecraft (una in 12 volumi rilegati uscita presso la Fanucci, e una in cinque volumi presso la Newton & Compton). Tutti i romanzi e i racconti di R. E. Howard in cinque volumi, tutti i romanzi e i racconti fantastici di Arthur Conan Doyle in tre volumi, e le grandi antologie Storie di vampiri, Storie di lupi mannari, Storie di fantasmi, Storie di streghe, Storie di diavoli, Storie di mummie, Storie dell'orrore, Storie di spettri, nonché Le più belle storie di fantasmi, ognuna di oltre 1000 pagine. A questi va aggiunta tutta una serie di libri che presentano la produzione fantastica di: Sheridan Le Fanu (Tra fantasmi e vampiri); di E. F. Benson (Tutti i racconti di fantasmi); di M. R. James (Fantasmi e altri orrori), di Edith Wharton (Storie di fantasmi) e di Ambrose Bierce (Tutte le storie dell'orrore), nonché, inedita a livello mondiale, l'antologia I miei orrori preferiti di Lovecraft. Nella stessa collana delle grandi antologie ha anche pubblicato I grandi romanzi dell'orrore e Tutte le storie di Padre Brown di G. K. Chesterton.
Per quanto concerne i suoi scritti di narrativa, ha pubblicato due romanzi fantasy-fantascientifici, La saga dei Virhel, facente parte della Storia galattica, e Atlantide (con Daniele Mansuino), e diversi racconti, due dei quali vincitori del Premio Italia, per Fanucci, Newton & Compton e Rizzoli. Ha usato numerosi pseudonimi, sia per le traduzioni sia gli scritti di narrativa.
A livello editoriale ha creato e diretto le collane Il libro d'oro della SF (Fanucci), I miti di Cthulhu, I libri di fantasy, Il meglio di Weird Tales, Narrativa horror, Tutto Lovecraft, La biblioteca della fantascienza, La Terra di Mezzo, Dark Fantasy, Sidera, I maestri del fantastico, I classici della fantascienza e della fantasy, La compagnia del fantastico, I maestri del terrore, I maestri della fantasy, I maestri del giallo, Fantascienza Book Club e I labirinti del terrore.
Ha contribuito con oltre 500 voci alla stesura della Grande Enciclopedia della Fantascienza della casa editrice Del Drago, in 11 volumi rilegati di grande formato. Nel 2004 ha pubblicato per la Newton & Compton Il dizionario dell'orrore con oltre 2000 voci di saggistica.
Per quanto concerne poi la sua attività nel campo fantascientifico, nel 1979 ha creato l'ANASF (Associazione Nazionale Amatori della SF).
Contemporaneamente ha creato SF..ere (ed. Sevagram), rivista che, nei cinquanta numeri usciti fino al 1987, ha collezionato quattro Premi Italia. Ha organizzato Italcon, Premio Sidera, Premio Planeta e altre manifestazioni del settore.
Ha pubblicato organicamente e in gran numero gli autori italiani di fantascienza e fantasy nelle collane I libri di fantasy, Sidera, I Miti di Cthulhu e l'Enciclopedia della fantascienza quando dirigeva la casa editrice Fanucci.

## Opere

### Romanzi
- La saga dei Virhel, I Libri di Fantasy. Il Fantastico nella Fantascienza 2 [II], Fanucci, 1982
- Atlantide (con Daniele Mansuino),  I Libri di Fantasy. Il Fantastico nella Fantascienza 23 [XXIII], Fanucci, 1988

### Racconti
- I maghi mutanti di Caer-Sha, Cosmo Informatore 3.81, Editrice Nord, 1981; Enciclopedia della FS 19, Fanucci, 1988. Premio Italia 1981[7]
- Gli Anfibi di Maahr, Cosmo Informatore 1.83, Editrice Nord, 1983; in Magie e stregoni. Ancora la fantasia eroica italiana, Enciclopedia della FS 12, Fanucci, 1985. Premio Italia 1982.[8]
- Il dispensatore di futuri, in Spade e Incantesimi. Il meglio dell'heroic fantasy italiana, Enciclopedia della FS 12, Fanucci, 1984
- Il labirinto della morte, in Eroi e Sortilegi. Sempre fantasia eroica, Enciclopedia della FS 16, Fanucci, 1986
- Azuna (racconto lungo),  in Notti di luna piena, I Miti di Cthulhu 20, Fanucci, 1987; in Storie di lupi mannari, Grandi Tascabili Economici: I Mammut 27, Newton & Compton, 1994; in Mal di luna. Racconti di Lupi Mannari, Tascabili Economici Newton 190, Newton & Compton, 1994
- Gesù (racconto lungo), ne I signori dei lupi, I Miti di Cthulhu 24, Fanucci Editore, 1988; in Storie di lupi mannari, Grandi Tascabili Economici: I Mammut 27, Newton & Compton, 1994
- La piramide (racconto lungo), in Storie di mummie, Grandi Tascabili Economici: I Mammut 64, Newton & Compton, 1998

### Traduzioni (parziale)
- Edith Wharton, Storie di fantasmi, House Book classic
- Arthur Conan Doyle, La mummia e altri racconti, Tascabili Economici Newton Compton
- Harold Warner Munn, Stirpe di lupo, Il fantastico economico classico, Newton & Compton
- Arlton Eadie, La maledizione della strega, in Mal di luna, Tascabili Economici Newton Compton
- Elizabeth Stone, La mano, in Mal di luna, Tascabili Economici Newton Compton
- Ambrose Bierce, I racconti dell'oltretomba, Tascabili Economici Newton Compton

- Alfred Elton van Vogt
  - Il segreto degli Slan, Il fantastico economico classico, Newton & Compton
  - Non-A 3, Il fantastico economico classico, Newton & Compton
  - L'impero dell'atomo, Il fantastico economico classico, Newton & Compton
  - Lo stregone di Linn, Il fantastico economico classico, Newton & Compton
  - L'occhio dell'infinito, Il fantastico economico classico, Newton & Compton

- Edgar Rice Burroughs
  - Tarzan delle scimmie, Biblioteca economica Newton ragazzi, Newton & Compton
  - Il ritorno di Tarzan, Biblioteca economica Newton ragazzi, Newton & Compton